# Powiat słucki

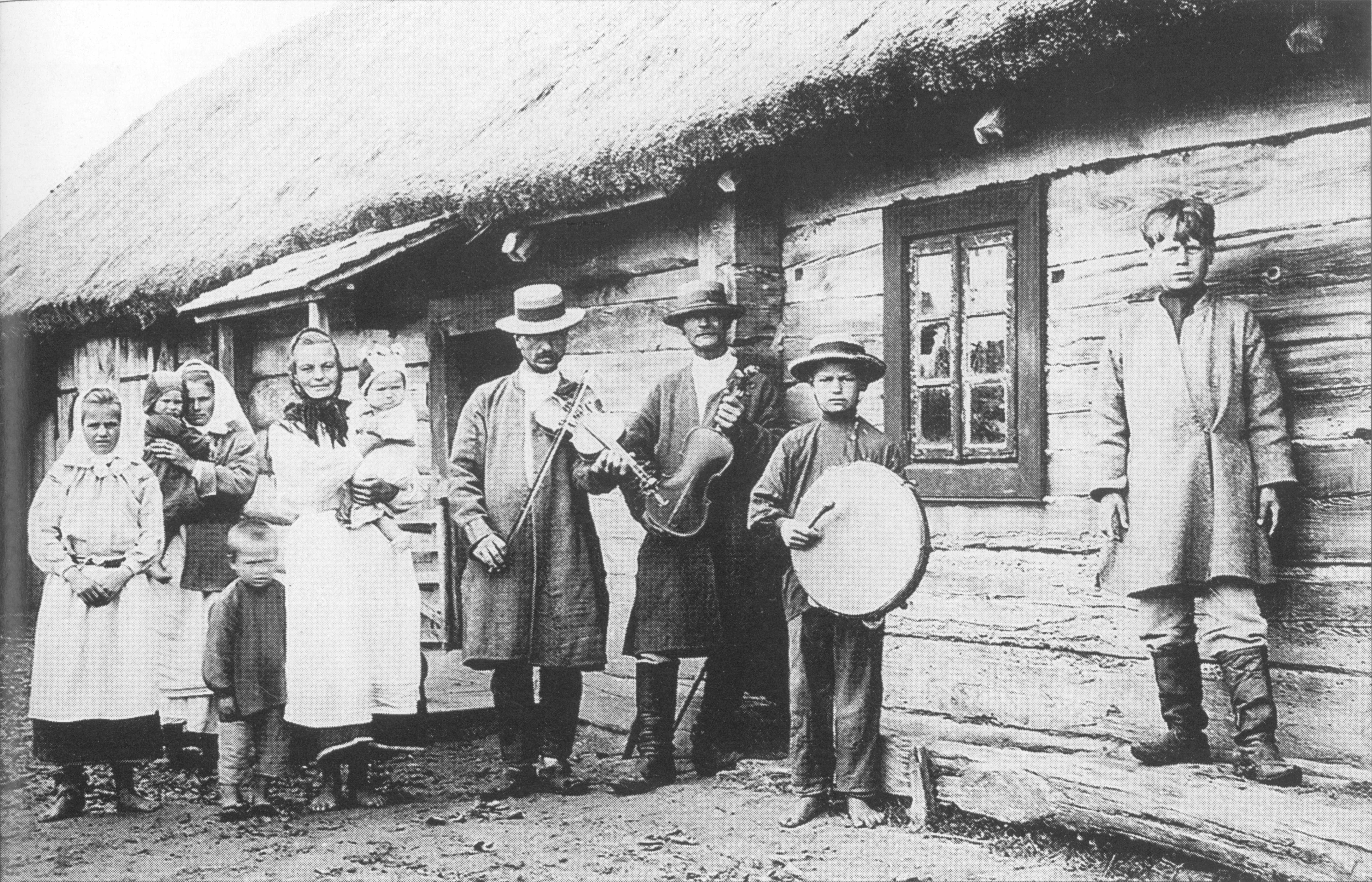
Lachowiccy muzycy, powiat słucki (1913)

Powiat słucki – dawny powiat województwa nowogródzkiego Wielkiego Księstwa Litewskiego, następnie w zachodniej części guberni mińskiej Imperium Rosyjskiego, później w latach 1919–1920 powiat w składzie okręgu mińskiego Zarządu Cywilnego Ziem Wschodnich (ZCZW) – tymczasowej jednostki terytorialnej pod polską administracją. Częściowo pokrywał się z obecnym rejonem słuckim na Białorusi.

## Demografia
Według spisu ludności w grudniu 1919 roku powiat słucki okręgu mińskiego ZCZW zamieszkiwało 228 727 osób, z których 85,3% zadeklarowało się jako Białorusini, 8,3% – Żydzi, 6,3% – Polacy, 0,1% – przedstawiciele innych narodowości. Co dotyczy stosunków wyznaniowych 9,1% – katolickiego, 82,4% – prawosławnego, 8,3% – mojżeszowego. Na terytorium powiatu znajdowało się 1188 miejscowości, z których 9 miało 1–5 tys. mieszkańców i jedna powyżej 5 tys. mieszkańców. Był nią Słuck z 14 162 mieszkańcami.

## Oświata
W powiecie słuckim okręgu mińskiego ZCZW, w roku szkolnym 1919/1920 działało 221 szkół powszechnych, 11 szkół średnich i 4 szkoły zawodowe. Ogółem uczyło się w nich 18 023 dzieci i pracowało 438 nauczycieli.